# Bulíguino
Bulíguino (en rus: Булыгино) és un poble de l'óblast de Saràtov, a Rússia, segons el cens del 2010 tenia 2 habitants. Pertany al districte municipal d'Atkarsk.